# Остапчук, Надежда Николаевна
Наде́жда Никола́евна Остапчу́к (бел. Надзея Мікалаеўна Астапчук; род. 28 октября 1980, Большие Орлы, Брестская область) — белорусская толкательница ядра, серебряный призёр чемпионата мира. Заслуженный мастер спорта Республики Беларусь (2005).
Рекордсменка Белоруссии — 21,70 м (Минск, 2012). C 1990 года только украинка Вита Павлыш толкала ядро дальше: в 1998 году она показала результат 21 м 69 см, а в 1999 году Павлыш была дисквалифицирована на 2 года за применение запрещённых препаратов.
На Олимпийских играх 2012 года в Лондоне 6 августа показала лучший результат, толкнув ядро на 21 м 36 см и получила золотую награду. Однако 13 августа МОК поинформировал, что Остапчук не прошла допинг-тест (был найден препарат метенолон) и лишается золотой награды. Таким образом, чемпионкой Лондона стала новозеландка Валери Адамс.
Одной из основных конкуренток Остапчук на протяжении 2000-х годов являлась её соотечественница Наталья Михневич. Кроме Михневич, Остапчук неоднократно соперничала за самые высокие места с новозеландкой Валери Адамс (Вили).

## Достижения
- Чемпионат мира среди юниоров 1998 — золото
- Чемпионат мира в помещении 2001 — серебро
- Чемпионат мира в помещении 2003 — серебро
- Чемпионат мира 2003 — серебро
- Летние Олимпийские игры 2004 — 4-е место
- Чемпионат Европы в помещении 2005 — золото
- Чемпионат мира 2005 — золото (дисквалифицирована за нарушение антидопинговых правил)
- Лидер мирового сезона-2005
- Чемпионат Европы 2006 — серебро
- Лидер мирового сезона-2006 — 20,56
- Лидер мирового сезона-2008

## Государственные награды
- Орден Отечества III степени (2012) — за высокий профессионализм, выдающиеся спортивные достижения и победу на XXX летних Олимпийских играх[4]
- Орден Почёта (2008) — за достижение высоких спортивных результатов на XXIX летних Олимпийских играх 2008 года в г. Пекине (КНР), большой личный вклад в развитие физической культуры и спорта[5]

## Политическое давление
Надежда Остапчук осуждала войну в Украине и подписала открытое письмо спортсменов «за честные выборы и против насилия». 15 декабря 2022 года была задержана и помещена в изолятор на Окрестина.